# 45e cérémonie des Razzie Awards
La 45e cérémonie des Golden Raspberry Awards, organisée par la Golden Raspberry Award Foundation, aura lieu le 1er mars 2025 et récompense les pires films sortis en 2024.

## Historique
Les nominations seront annoncées le 22 janvier 2025.

## Palmarès

### Pire film
- Madame Web
  - Borderlands
  - Joker : Folie à deux
  - Megalopolis
  - Reagan

### Pire actrice
- Dakota Johnson dans Madame Web
  - Cate Blanchett dans Borderlands
  - Bryce Dallas Howard dans Argylle
  - Lady Gaga dans Joker : Folie à deux
  - Jennifer Lopez dans Atlas

### Pire acteur
- Jerry Seinfeld dans Unfrosted : L'Épopée de la Pop-Tart
  - Jack Black dans Dear Santa
  - Zachary Levi dans Harold et le Crayon magique
  - Joaquin Phoenix dans Joker : Folie à deux
  - Dennis Quaid dans Reagan

### Pire actrice dans un second rôle
- Amy Schumer dans Unfrosted : L'Épopée de la Pop-Tart
  - Ariana DeBose dans Argylle et Kraven the Hunter
  - Lesley-Anne Down dans Reagan
  - Emma Roberts dans Madame Web
  - FKA Twigs dans The Crow

### Pire acteur dans un second rôle
- Jon Voight dans Megalopolis, Reagan, Shadow Land et Strangers
  - Jack Black dans Borderlands
  - Kevin Hart dans Borderlands
  - Shia LaBeouf dans Megalopolis
  - Tahar Rahim dans Madame Web

### Pire couple à l'écran
- Joaquin Phoenix et Lady Gaga dans Joker : Folie à deux
  - Deux personnages odieux au choix (mais surtout Jack Black) dans Borderlands
  - Deux acteurs comiques pas drôles du tout au choix dans Unfrosted : L'Épopée de la Pop-Tart
  - Le casting entier de Megalopolis
  - Dennis Quaid et Penelope Ann Miller en Ronald Reagan et Nancy Reagan respectivement dans Reagan

### Pire préquelle,remake,rebootou suite
- Joker : Folie à deux
  - The Crow
  - Kraven the Hunter
  - Mufasa : Le Roi lion
  - Rebel Moon - Partie 2 : L'Entailleuse

### Pire scénario
- Madame Web
  - Joker : Folie à deux
  - Kraven the Hunter
  - Megalopolis
  - Reagan

### Pire réalisateur
- Francis Ford Coppola pour Megalopolis
  - S.J. Clarkson pour Madame Web
  - Todd Phillips pour Joker : Folie à deux
  - Eli Roth pour Borderlands
  - Jerry Seinfeld pour Unfrosted : L'Épopée de la Pop-Tart

### Razzie award de la rédemption
- Pamela Anderson, dans The Last Showgirl
  - Demi Moore, dans The Substance
  - Megan Fox, dans Subservience

## Distinctions multiples

### Récompenses multiples
- 3 : Madame Web
- 2 : Joker : Folie à deux
- 2 : Megalopolis
- 2 : Unfrosted : L'Épopée de la Pop-Tart

### Nominations multiples
- 7 : Joker : Folie à deux
- 6 : Borderlands, Madame Web, Megalopolis et Reagan
- 4 : Unfrosted : L'Épopée de la Pop-Tart
- 3 : Kraven the Hunter
- 2 : Argylle et The Crow